# Skate Crazy
Skate Crazy è un videogioco di pattinaggio a rotelle pubblicato nel 1988 per Amstrad CPC, Commodore 64 e ZX Spectrum dalla Gremlin Graphics. Comprende fasi in 2,5D e fasi bidimensionali con visuale di lato.

## Modalità di gioco
Il giocatore controlla il pattinatore di strada Freddy in una serie di percorsi di due tipi, con quattro livelli per ciascun tipo. 

### Car Park Challenge
Si inizia con il Car Park Challenge, un percorso su un piano di un parcheggio multipiano, tracciato con coni stradali, copertoni e altri ostacoli. La visuale è isometrica a scorrimento in tutte le direzioni. Freddy può pattinare in tutte le direzioni con effetto di inerzia, saltare con altezza regolabile grazie a una barra della potenza, e abbassarsi quando non pattina. Ci sono ostacoli, rampe, terreni accidentati, e anche pericoli mobili come palloni, frisbee e altri pattinatori non gareggianti.
Per completare il percorso si devono attraversare in ordine alcuni passaggi delimitati da coppie di segnali, con un tempo limite per ciascuno, ed evitando di saturare la barra di stanchezza di Freddy. Ma è necessario anche soddisfare con acrobazie e abilità quattro giudici di gara, mostrati in basso sullo schermo. Sono infatti possibili mosse come girarsi in volo o pattinare all'indietro, e ci sono lattine da calciare e altri bonus da raccogliere.
Ciascun giudice dà un voto, che varia in tempo reale, su un diverso aspetto: pattinaggio generale, completamento della pista (passaggi in tempo, lattine), salti da rampe e salti da terra (complessità e varietà delle mosse). La somma dei voti deve raggiungere una soglia per essere qualificati al livello successivo.
Su Commodore 64, in caso di fallimento si tenta in alternativa di qualificarsi con una gara di raccolta immondizia sparsa per il piano, contro il tempo.

### Championship Course
Quando si completa un livello del parcheggio si può scegliere se procedere al successivo oppure passare all'altra serie di percorsi, il Championship Course, e viceversa. Quest'altro tipo di gare avviene con visuale bidimensionale di profilo e scorrimento orizzontale. L'obiettivo è solo arrivare sani alla fine del percorso. I livelli hanno quattro ambientazioni cittadine (cantiere, parco, metropolitana, strada) e sono formati da piattaforme a varie altezze e rampe, con diversi tipi di ostacoli. Si pattina solo in orizzontale e si può saltare, abbassarsi e lanciare oggetti contro certi pericoli.
Solo nella versione Commodore 64 è richiesta anche la continua oscillazione dei controlli destra/sinistra per prendere velocità. Ci sono inoltre delle attrezzature utili, che nelle altre versioni si raccolgono direttamente in pista, mentre su Commodore 64 si ottengono raccogliendo immondizia lungo il percorso, ottenendo così denaro per acquistare potenziamenti a fine livello.